# Titularbistum Capitolias
Capitolias (ital.: Capitoliade) war ein Titularbistum der römisch-katholischen Kirche. 
Es ging zurück auf einen untergegangenen Bischofssitz in der gleichnamigen antiken Stadt, die in der Römischen Provinz Palästina secunda nördlich des Sees Genezareth lag. Der Bischofssitz war der Kirchenprovinz Scythopolis zugeordnet.
| Titularbischöfe von Capitolias |                               |                                                                    |                  |                   |
| Nr.                            | Name                          | Amt                                                                | von              | bis               |
| 1                              | Pasquale Appodia              | Weihbischof im Lateinischen Patriarchat von Jerusalem (Israel)     | 13. Februar 1891 |                   |
| 2                              | Giovanni Festa                | Weihbischof in Squillace (Italien)                                 | 9. Juni 1902     | 2. Februar 1918   |
| 3                              | Giovanni Pacificio Bos OFMCap | Apostolischer Vikar von Niederländisch-Borneo (Indonesien)         | 18. März 1918    | 21. März 1937     |
| 4                              | Henry Ambrose Pinger OFM      | Apostolischer Vikar von Chowtsun (Republik China)                  | 18. Mai 1937     | 11. April 1946    |
| 5                              | Adolph Alexander Noser SVD    | Apostolischer Vikar von Accra (Ghana)                              | 12. Juni 1947    | 18. April 1950    |
| 6                              | Marko Alaupović               | Weihbischof in Vrhbosna (Bosnien und Herzegowina)                  | 21. Mai 1950     | 7. September 1960 |
| 7                              | José Léon Rojas Chaparro      | Koadjutorbischof von Trujillo (Venezuela)                          | 24. August 1961  | 13. Dezember 1961 |
| 8                              | José Thurler                  | Koadjutorbischof von Sorocaba Weihbischof in São Paulo (Brasilien) | 22. März 1962    | 23. April 1992    |